# Ctenocolletes smaragdinus
Ctenocolletes smaragdinus là một loài ong trong họ Stenotritidae. Loài này được Smith miêu tả khoa học đầu tiên năm 1868.